# Obsjtina Veliki Preslav
Obsjtina Veliki Preslav (bulgariska: Община Велики Преслав) är en kommun i Bulgarien.   Den ligger i regionen Sjumen, i den östra delen av landet, 290 km öster om huvudstaden Sofia.
Obsjtina Veliki Preslav delas in i:
- Dragoevo
- Zlatar
- Imrentjevo
- Kotjovo
- Milanovo
- Mokresj
- Mostitj
- Troitsa
- Chan Krum

Följande samhällen finns i Obsjtina Veliki Preslav:
- Preslav

Trakten runt Obsjtina Veliki Preslav består till största delen av jordbruksmark. Runt Obsjtina Veliki Preslav är det ganska glesbefolkat, med 47 invånare per kvadratkilometer.